# Paysage de montagne avec arc-en-ciel
Paysage de montagne avec arc-en-ciel (en allemand : Gebirgslandschaft mit Regenbogen) est un tableau du peintre allemand Caspar David Friedrich, réalisé vers 1810. Il est exposé au musée Folkwang d'Essen.

## Description
Montre la connaissance non obtenue des hommes et la fascination envers la nature.